# Ievguenia Ovod
Ievguenia Ovod est une joueuse d'échecs russe née le 10 novembre 1982. Maître international (titre mixe) depuis 2002, elle fut 1re-4e du championnat de Russie en 2007 (troisième au départage) et 3e-9e ex æquo (neuvième au départage) du championnat d'Europe individuel en 2009
Au 1er janvier 2018, elle est la 18e joueuse russe et la 92e joueuse mondiale avec un classement Elo de 2 366 points.

## Championnats du monde
Ievguenia Ovod a représenté la Russie lors de nombreux championnats du monde féminins de la jeunesse, remportant une médaille de bronze (en 1998) et une médaille d'argent (en 1999) au championnat du monde des moins de 18 ans. 
Elle a participé trois fois au championnat du monde d'échecs féminin :
- en 2006 : éliminée au premier tour ;
- en 2010 : éliminée au deuxième tour ;
- en 2012 : éliminée au premier tour.

## Compétitions par équipe
Ovod a participé à l'olympiade d'échecs de 1998 au troisième échiquier de la deuxième équipe de Russie.